# 더 컨트랙터
더 컨트랙터(The Contractor)는 미국에서 제작된 타릭 살레 감독의 2022년 액션, 스릴러 영화이다. 크리스 파인 등이 주연으로 출연하였다.

## 출연

### 주연
- 크리스 파인 - 제임스 하퍼 역
- 벤 포스터
- 키퍼 서덜랜드
- 길리언 제이콥스